# نقانق المت
نقانق أو سجق المِتّ هو سجق ألماني شديد المذاق مصنوع من لحم الخنزير النيء المفروم والمحفوظ عن طريق التجفيف والتدخين مع الثوم في كثير من الأحيان، والذي يُسمى المت.